# Ermita de San Andrés (Rabanera del Pinar)
La ermita de san Andrés, situada en Rabanera del Pinar, provincia de Burgos (Castilla y León, España), es el ábside restaurado de un antiguo templo desaparecido en 1957 tras un incendio.
Estaba situada junto al Camino de Santiago de Soria, ruta de peregrinación jacobea de Zaragoza a Santiago de Compostela pasando por Soria, Santo Domingo de Silos y Burgos.
Existió un templo anterior a este a inicios del siglo XI en la misma ubicación, según aparece citado en un documento de 1008 del cartulario de san Millán de la Cogolla del conde Sancho García el de los Buenos Fueros.
La ermita fue restaurada en 1890 por canteros de la vecina localidad de Gete.